# Canelones
Canelones è una città dell'Uruguay di 19 865 abitanti (censimento 2011), capoluogo dell'omonimo dipartimento, uno dei più popolosi del paese.

## Geografia
La città si trova ad ovest del dipartimento omonimo, sulle sponde del torrente Canelón Chico. Si trova anche all'interno dell'area metropolitana di Montevideo, a circa 40 chilometri a nord dalla capitale.

## Storia
Sebbene la zona fosse stata colonizzata da decenni, la municipalità fu fondata ufficialmente il 24 aprile 1783 come Villa de Nuestra Señora de Guadalupe per ordine del viceré Juan José de Vértiz y Salcedo.

## Monumenti e luoghi d'interesse
- Cattedrale di Nostra Signora di Guadalupe
- Monumento alla Bandiera

## Società

### Popolazione
Secondo il censimento del 2011, la città conta 19 865 abitanti.
| 1908 | 1963  | 1975  | 1985  | 1996  | 2004  | 2011  |
| ---- | ----- | ----- | ----- | ----- | ----- | ----- |
| 8523 | 14028 | 15988 | 17323 | 19388 | 19631 | 19865 |

## Cultura

### Istruzione

#### Musei
- Museo Spikerman
- Museo Taddei

### Teatri
- Teatro Politeama

## Infrastrutture e trasporti
Canelones è attraversata dalla strada 5, una delle principali arterie di comunicazione del paese, che unisce la capitale Montevideo con il nord del Paese e con la frontiera con il Brasile. La cittadina è attraversata anche dalle strade 11 e 64.

## Amministrazione

### Gemellaggi
- Santa Fe